# بلدة أوتيسكو (ميشيغان)
أوتيسكو (بالإنجليزية: Otisco Township, Michigan)‏ هي بلدة تقع بولاية ميشيغان في الولايات المتحدة. تبلغ مساحتها 82.9 (كم²)، وترتفع عن سطح البحر 250 م، بلغ عدد سكانها 2243 نسمة في عام تعداد الولايات المتحدة 2000 حسب إحصاء مكتب تعداد الولايات المتحدة وتصل الكثافة السكانية فيها 27.4 نسمة/كم2.

## وصلات خارجية
- http://www.icea-mi.org/Otisco%20Township.htm
- The US50 - Cities and Towns in Michigan State
- Michigan Cities and Towns, Facts, Map, Flag, Colleges, Government, and More